# Carl Schneider
Pour les articles homonymes, voir Schneider.
Ne pas confondre avec Carl Schneiders, un peintre allemand né en 1905.
Carl Schneider, né le 19 décembre 1891 à Gembitz, commune de Mogilno en province de Posnanie, et mort le 11 décembre 1946 à Francfort, a été professeur à l'Université de Heidelberg et chef du service de psychiatrie de 1933 à 1945. Il a dirigé le programme de recherche du Programme Aktion T4 d'euthanasie.
Arrêté par les forces américaines, il est remis à la justice allemande et se pend dans sa prison le 11 décembre 1946, avant d'avoir été jugé.